# Phelipanche pulchra
Phelipanche pulchra är en snyltrotsväxtart som först beskrevs av Alexander Gilli, och fick sitt nu gällande namn av Uhlich. Phelipanche pulchra ingår i släktet Phelipanche och familjen snyltrotsväxter. Inga underarter finns listade i Catalogue of Life.